# Tyler Seitz
Tyler Seitz (* 13. August 1976 in Calgary, Alberta) ist ein früherer kanadischer Rennrodler.
Tyler Seitz vom Maple Leaf Luge Club rodelte seit 1988, dem Nationalkader gehörte er seit 1995 an. Ende der 1990er und Anfang der 2000er Jahre gehörte er zur erweiterten Weltspitze im Rennrodeln der Einsitzer. Erstes Großereignis wurden die Olympischen Winterspiele 1998 in Nagano, wo er 18. wurde. Bei den Rennrodel-Weltmeisterschaften 1999 in Königssee erreichte Seitz den 13. Platz. 2000 wurde er Neunter mit dem kanadischen Team, 2001 nochmals 14. im Einzel und Siebter mit dem Team. Seitz’ Karrierehöhepunkt war die Teilnahme an den Olympischen Winterspielen 2002 in Salt Lake City, wo er den 19. Platz belegte. Seine beste Saison im Rennrodel-Weltcup erreichte er 2002/03. In Calgary schaffte er als Drittplatzierter seine beste Platzierung in einem Weltcuprennen.